# الكلادا (قرية تاريخية)
قرية الكلادا هي قرية تاريخية أثرية في بني سعد جنوب محافظة الطائف الواقعة في منطقة مكة المكرمة غرب المملكة العربية السعودية.

## التأسيس
يعود أصل تسميتها إلى قبيلة كلدة وأول من سكنها هو الطبيب العربي خلدون ابن كلدة وقيل الطبيب العربي الحارث ابن كلدة حيث نسبت القرية إليه، وذاع اسمه كطبيب للعرب واكتسب خبرة الممارسة في معرفة الدواء.

## الموقع
تقع قرية الكلادا على جمبل سميت باسمه في وسط وادي السياييل وتمتاز بترابط مبانيها ذات المعمار الفريد المكون من حجارة صلبة كما يعتلي القرية حصنين دفاعييين ومسجد في قلب القرية و ساحة للإحتفال و الاجتماعات الرسمية.

## معمار القرية
تتقارب مباني قرية الكلادا التاريخية بشكل فريد حيث تنقسم المنازل لمساكن ومخازن للحبوب والغذاء وقاعات رئيسية للاجتماعات ومدخلات رئيسان أحدهما يسمى السبيل الأعلى والآخر السبيل الأسفل وكلاهما يؤديان إلى منازل قرية الكلادا،. وفي خارج القرية يحيط بها جبال شاهقة محتضنة في أوديتها مزارع العنب والخوخ والمناظر الخلابة من أشجار طبيعية كالسدر والطلح والعرعر ووجود عدد من المناحل أو ما يسمى السمط لاستخراج العسل بمختلف أنواعه بالإضافة إلى وجود اللمسات الفنية التي زينت حصونها الدفاعية من المرو الأبيض .

## العناية بالآثار
بتاريخ 28 رجب 1438 هـ قام فريق من قسم العمارة بكلية تصاميم البيئة بجامعة الملك عبدالعزيز بزيارة قرية الكلادا التاريخية بإشراف مدير عام الهيئة العامة للسياحة والتراث الوطني بمحافظة الطائف خالد بن حامد القهرة، وممثل مركز التراث العمراني بمحافظة الطائف المهندس حسن أحمد النمري بهدف التوثيق والقيام بالدراسات التطويرية للقرية والتعريف بمكوناتها وما تمتاز به من ابتكارات عمرانية والإطلاع عن قرب على السمات العمرانية بالمحافظة.
كما اقترحت هيئة السياحة والتراث الوطني لجنة علمية لمتابعة دراسة القرية، في الجوانب الأثرية والاجتماعية والهندسية والأركولجية والأنثربيولوجية، باعتبار وضعها في معالم التراث العمراني، وتم رصد أبرز أنماط الهندسة في المظاهر المعمارية، والتي حددت ملامح شخصية هذه القرية، ثم دخولها في مشروعات الترميم والتأهيل والاستثمار لهذا الموقع التاريخي المهم.

## معرض الصور

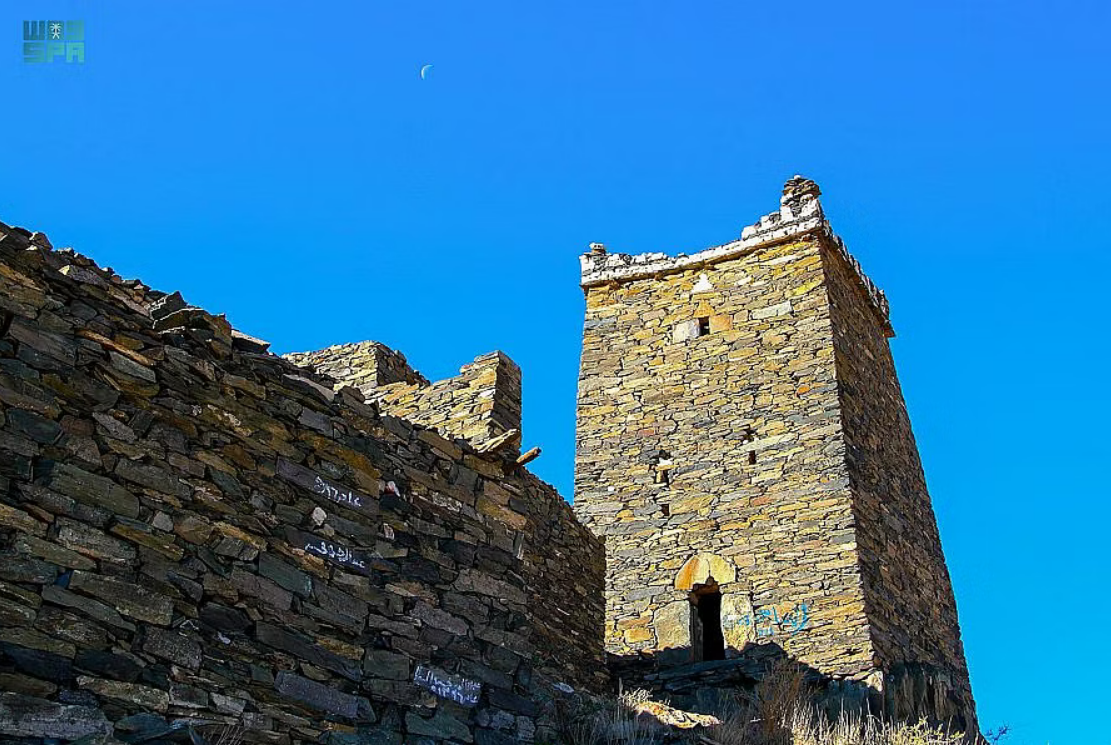
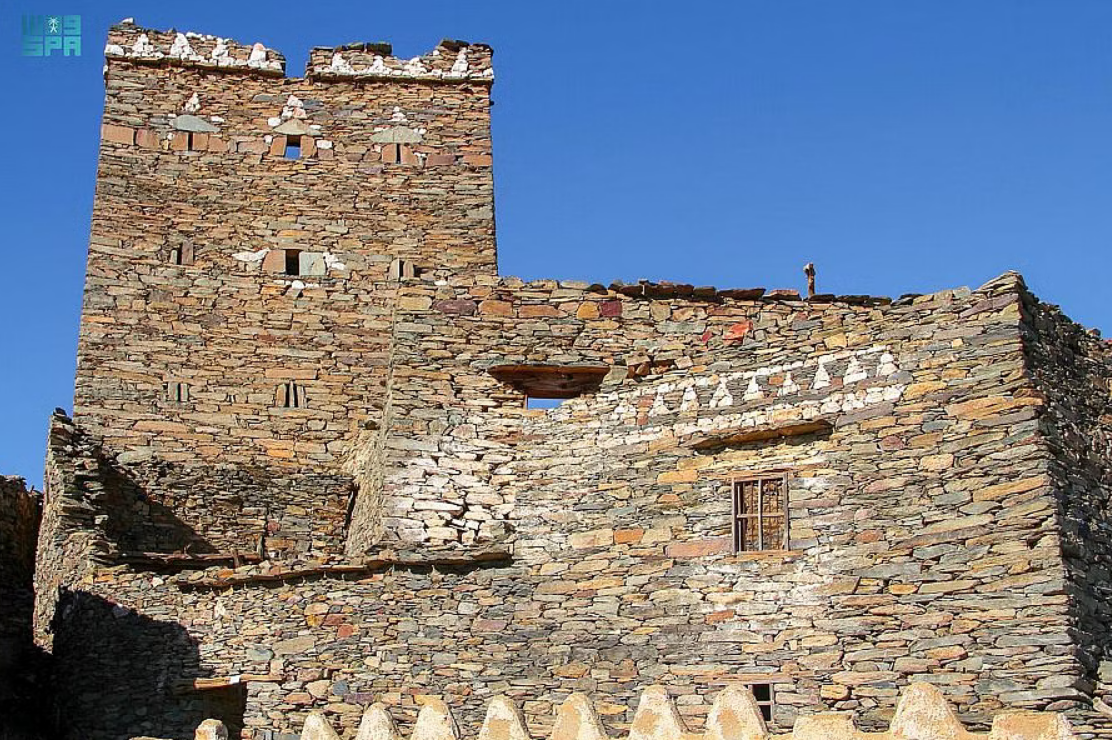
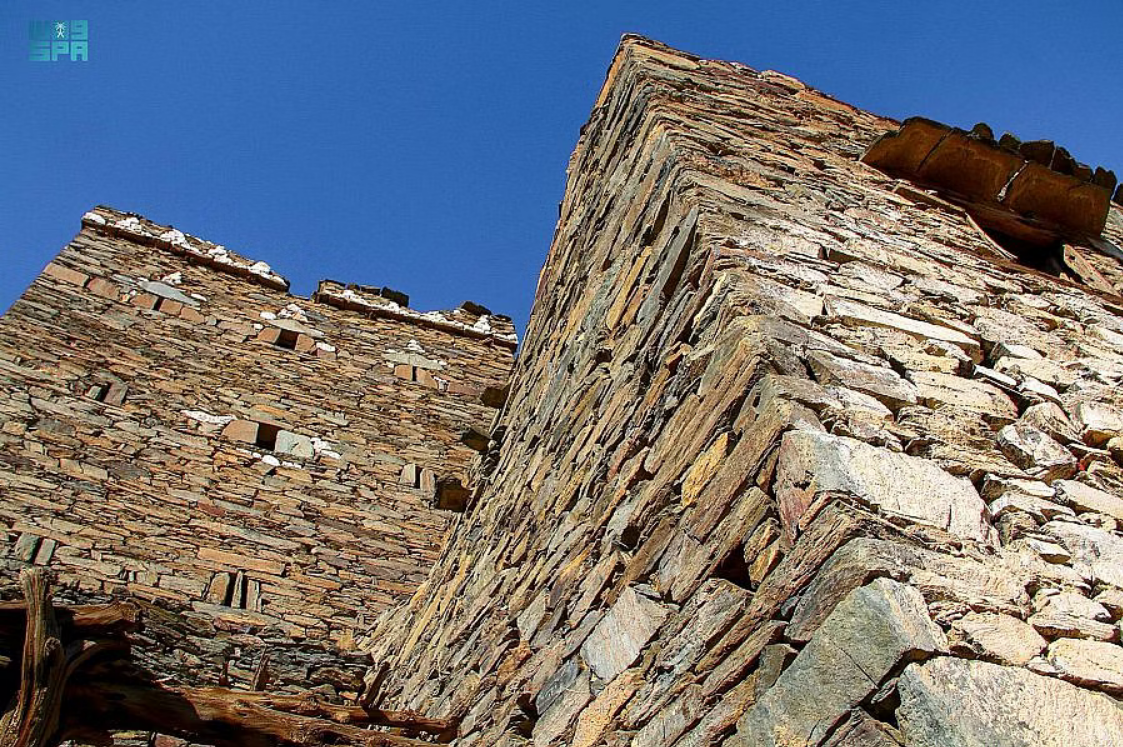
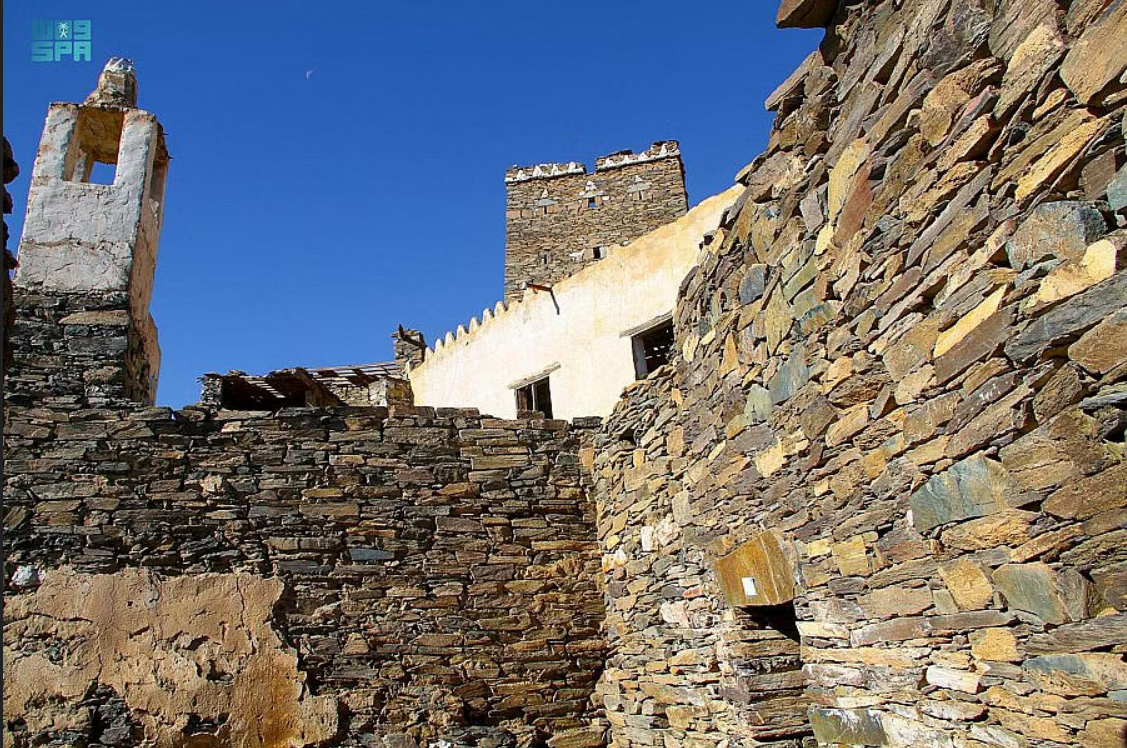
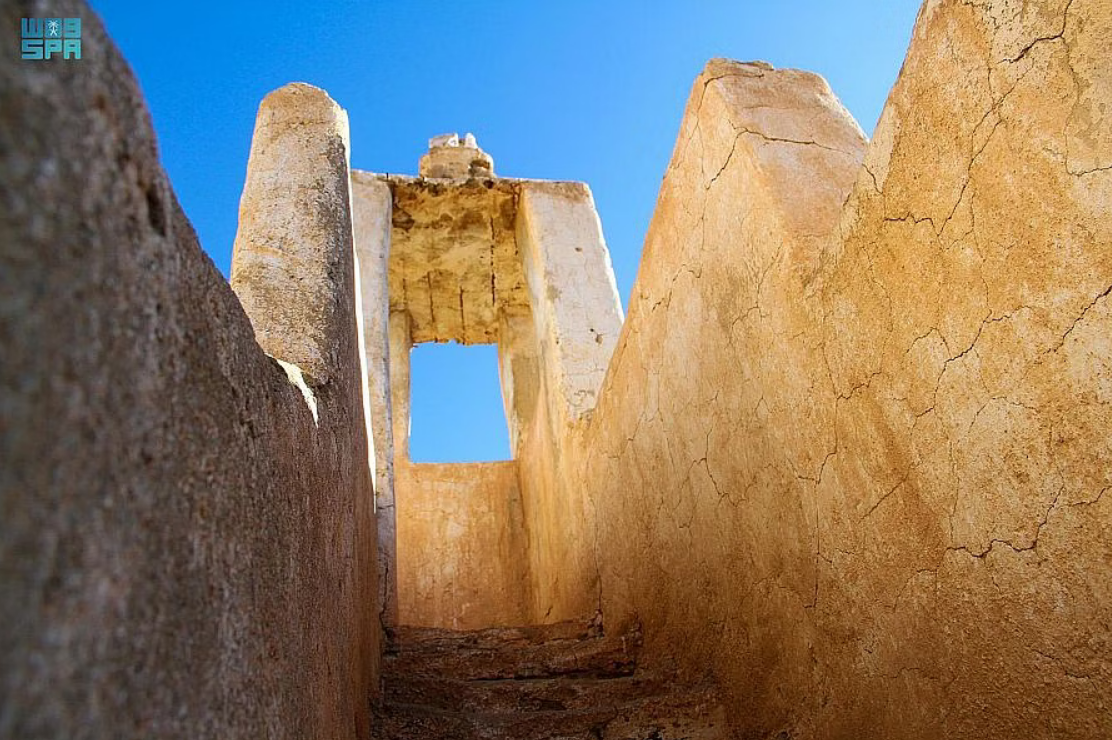